# مردم اونکی
مردم اِوِنکی (روسی: Эвенки) مردم تونگوسی شمال آسیا هستند. در روسیه، مردم اونکی به عنوان یکی از مردم بومی شمالی روسیه با جمعیت ۳۵٬۵۲۷ (سرشماری سال ۲۰۰۲) به رسمیت شناخته شده‌اند، در سرشماری سال ۲۰۱۰، جمعیت آنان ۳۷٬۸۴۳ نفر در روسیه می‌باشد. در چین، اونکی‌ها در قالب یکی از ۵۶ گروه قومی رسماً توسط جمهوری خلق چین به رسمیت شناخته‌اند و جمعیت ۳۰٬۸۷۵ نفری در سرشماری سال ۲۰۱۰ دارا می‌باشد. همچنین دست کم ۴۸ نفر از این گروه قومی در اوکراین ساکن هستند. مردم اونکی به زبان اونکی که نزدیک به سی هزار گویشور در کشورهای روسیه، چین، مغولستان دارد، سخن می‌گویند.

## ریشه
بعضی‌ها عقیده دارند اونکی‌ها یا مردم اونک به مردم شیوی‌ای می‌رسند که در سده‌های پنجم تا نهم در محدوده خنگان بزرگ زندگی می‌کردند. با این حال سرزمین مردم اونکی بین سیبری، دریاچه بایکال و رود آمور است. زبان اونکی که به خانواده زبان‌های تونگوزی-منچویی تعلق دارد که بسیار شبیه به زبان مردم اون و مردم نگیدال است که در سیبری زندگی می‌کنند.

## سنت‌های زندگی
به‌طور سنتی اونکی‌ها چوپان و شکارچی بوده‌اند اما امروزه به دو گروه بزرگ تقسیم شده‌اند و مشاغل مختلفی را دنبال می‌کنند. از جمله این مشاغل شکار و پرورش گوزن، شبانی گاوان و اسبان و همچنین کشاورزی است. اونکی‌ها در مکانی زندگی می‌کنند که جنگل‌های سردسیری یا تایگا وجود دارد. آن‌ها از چوب درخت توس یا پوست گوزن شمالی برای خود سرپناه می‌سازند. هنگامی که اونکی‌ها کوچ می‌کنند فقط اجزای جداشدنی سرپناهشان را با خود می‌برند. در زمستان که فصل شکار است، فقط یک یا دو چادر اونکی (موسوم به چوم) در هر اردوگاه دیده می‌شود ولی در سایر مواقع سال تعداد آن‌ها بیشتر است.

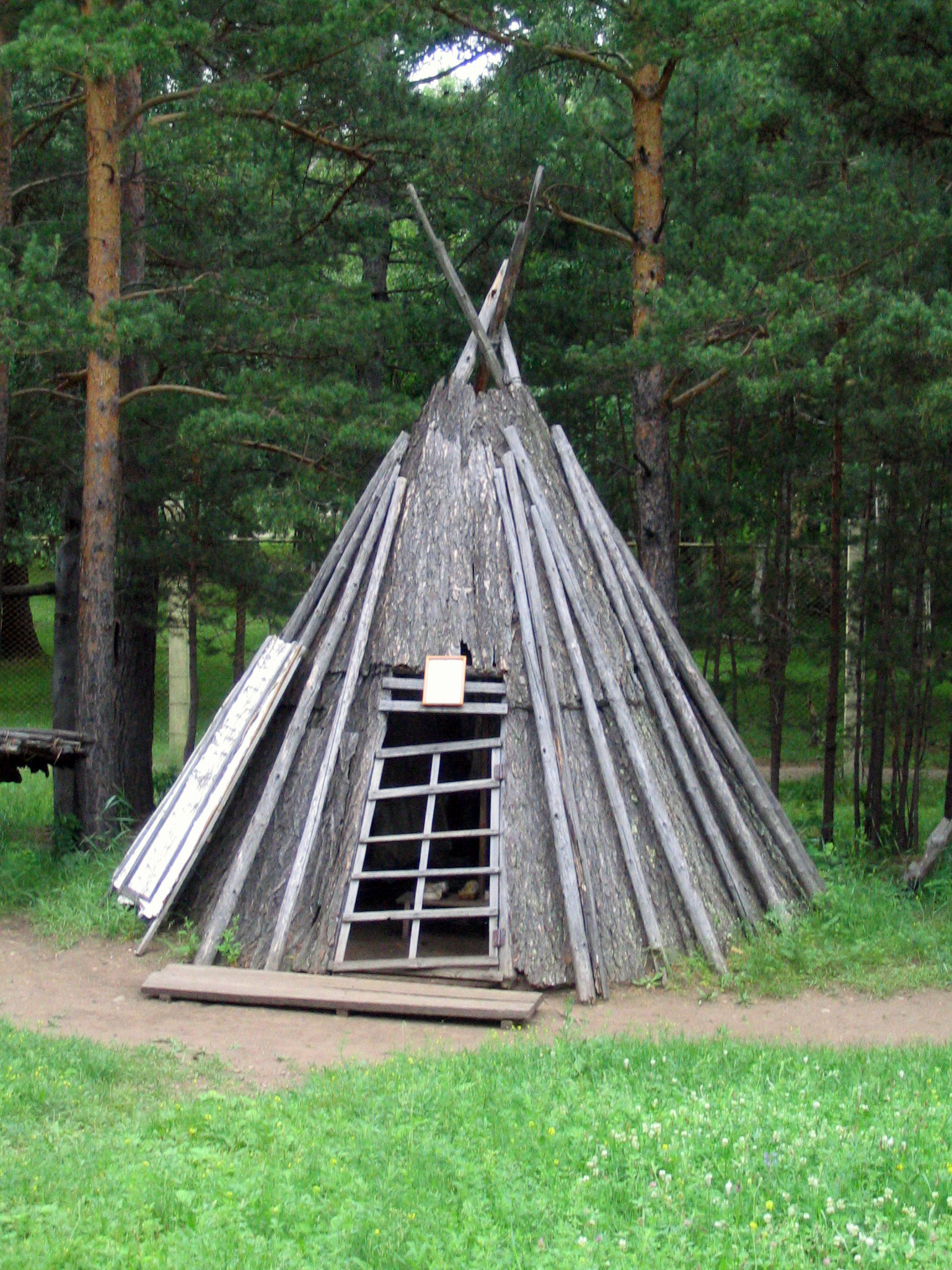
سرپناه اونکی‌ها، چوم (چادر مسکونی)